# Louis-Georges de Bréquigny
Louis-Georges de Bréquigny (auch: Oudard Feudrix de Bréquigny; * 23. Februar 1715 in Montivilliers; † 3. Juli 1795 in Paris) war ein französischer Historiker, Journalist und Mitglied der Académie française, sowie der Académie des Inscriptions et Belles-Lettres.

## Leben und Werk
Nach dem Schulbesuch in Le Havre wechselte Bréquigny an das Lycée Louis-le-Grand, wo er René-Joseph de Tournemine zum Lehrer hatte. Er studierte Rechtswissenschaft und orientalische Sprachen und betätigte sich als Altertumsforscher und Historiker. 1746 wurde er in die kurz zuvor gegründete Académie des sciences, belles-lettres et arts de Rouen aufgenommen, nachdem er seit 1735 an der Bibliothèque française ou Histoire littéraire de la France von Henri Du Sauzet (1687–1754) mitgewirkt hatte. Um 1750 ging er von Rouen nach Paris und war von 1758 bis 1784 Mitarbeiter des Journal des Savants.
Hauptsächlich verdient machte er sich durch die Sammlung und Herausgabe französischer Geschichtsquellen, anfänglich zusammen mit Jacob-Nicolas Moreau (1717–1803) und unterstützt durch den Minister Henri-Léonard Bertin. 1759 wurde er in die Académie des Inscriptions et Belles-Lettres gewählt, 1772 in die Académie française (Sitz Nr. 20). Am 5. August 1793 nahm er an der letzten Sitzung der Académie française vor ihrer Auflösung teil. Er starb 1795 im Alter von 80 Jahren.

## Werke
- Histoire des révolutions de Gênes, depuis son établissement jusqu’à la conclusion de la paix de 1748. 3 Bde. Paris 1750–1752, 1753.
- Vie des anciens orateurs grecs. 2 Bde. Paris 1751–1752.
- (Hrsg. mit Louis-Guillaume de Vilevault) Ordonnances des rois de France de la troisième race. Bde. 10–14. Paris 1763–1790.
- (Hrsg.) Strabonis Rerum geographicarum libri XVII. Paris 1763.
- (mit François Clément, 1714–1793) Catalogus manuscriptorum codicum Collegii Claromontani. Paris 1764.
- (mit anderen) Table chronologique des diplômes, chartes, titres et actes imprimés concernant l’histoire de France. 8 Bde. Paris 1769–1876.
- (Hrsg. mit Gabriel de La Porte Du Theil, 1742–1815) Diplomata, chartae, epistolae, et alia documenta, ad res Francicas spectantia, ex diversis regni, exterarumque regionum archivis ac bibliothecis, jussu regis christianissimi, multorum eruditorum curis, plurimum ad id conferente congregatione S. Mauri, eruta. 3 Bde. Paris 1791. Aalen 1969.
- (Sammler) Lettres de rois, reines et autres personnages des cours de France et d’Angleterre depuis Louis VII jusqu’à Henri IV tirées des archives de Londres. Hrsg. Jacques-Joseph Champollion-Figeac. 2 Bde. Paris 1839–1847.